# Niviventer cremoriventer mengurus
Niviventer cremoriventer mengurus is een ondersoort van het knaagdier Niviventer cremoriventer die voorkomt op Zuid-Sumatra en de nabijgelegen eilanden Billiton en Banka. Deze ondersoort is relatief klein en licht gekleurd. Vooral de tanden zijn klein. Deze ondersoort heeft een variabele staartkleur. De staart van het holotype is van boven donkerbruin en van onder maar iets lichter. Bij de meeste exemplaren uit Zuid-Sumatra is de onderkant veel lichter dan de bovenkant, terwijl een exemplaar uit Banka en een ander dier uit Sumatra een eenkleurige staart hebben.